# Soudal Quick-Step
Soudal Quick-Step (código UCI: SOQ), anteriormente conocido como Omega Pharma-Quick Step y Deceuninck-Quick Step entre otros, es un equipo ciclista profesional de Bélgica de categoría UCI WorldTeam (máxima categoría de equipos ciclistas). Participa del UCI WorldTour así como de algunas carreras del Circuito Continental principalmente las del UCI Europe Tour. Son conocidos como La manada de lobos, o Wolfpack en inglés.
Fue fundado en 2003 como continuador del histórico equipo Mapei, con Patrick Lefevere al frente. Quick Step ya había sido copatrocinador de Mapei en su última etapa.
Su principal patrocinador era la empresa italiana Quick Step hasta el año 2011, cuando la potente farmacéutica Omega Pharma, mecenas entre 2005 y 2011 del otro gran equipo belga, el Lotto, aportó en 2012 presupuesto y, sobre todo, un nuevo aire a un equipo que en los últimos años no había rodado como se esperaba. Con el cese de patrocinio de Omega Pharma al final de la temporada 2014, en el Tour de Francia 2014 el equipo anunció a Etixx como el nuevo patrocinador, el contrato era hasta 2017 y el equipo se denominaría a partir de la temporada 2015 como Etixx-Quick Step (código UCI: EQS). Al final de la temporada 2016 nuevamente el equipo anuncia un cambio de nombre, continuando con la misma estructura, pasando a llamarse Quick Step Floors Cycling Team, continuando con Etixx como patrocinador secundario.
Tiene una histórica rivalidad con otro equipo UCI WorldTeam belga, el Lotto Soudal, destacándose por ser un equipo especializado en carreras para esprínters, lo que lo hace un animador constante en las clásicas de primavera y en otras pruebas de un día celebradas en Flandes, Valonia o el norte de Francia. También animador constante de carreras por etapas donde estas terminen en esprint.

## Historia del equipo

### 2003-2011
El equipo se fundó en 2003.
En la temporada 2007 logró un total de 40 victorias, destacando las 4 etapas en el Tour de Francia, 2 de Tom Boonen, 1 de Gert Steegmans y 1 de Cédric Vasseur. También la victoria de Paolo Bettini en la Vuelta a España, y el Campeonato del Mundo también del ciclista italiano. Luego cosechó victorias, sobre todo al esprint, en multitud de carreras, aunque la mayoría de ellas en carreras menores.
En la temporada 2008 logró un total de 42 victorias, destacando la etapa en el Tour de Francia de Gert Steegmans y las 5 en la Vuelta a España, 2 de Tom Boonen, 2 de Paolo Bettini y 1 de Wouter Weylandt. También destacan la victoria en el Tour de Flandes de Stijn Devolder, la victoria en la París-Roubaix en la Tom Boonen, las 2 etapas en la París-Niza de Gert Steegmans y otra de Carlos Barredo en esa misma carrera y las 2 victorias de etapa en el Tour del Benelux de Tom Boonen. Luego cosechó victorias, sobre todo al esprint, en multitud de carreras, como la Vuelta al Algarve, la Vuelta a Austria, la Vuelta a Valonia o el Circuito Franco-Belga. Además consiguió el Campeonato Nacional de contra-reloj de Bélgica con Stijn Devolder.

### 2012: Renovación en la plantilla y dos monumentos con Boonen
Luego de una temporada 2011, muy pobre de resultados (8 victorias a lo largo del año), para la temporada 2012, uno de los patrocinadores de su principal rival el Omega Pharma-Lotto, entró como patrocinador del equipo. La empresa farmacéutica Omega Pharma luego de que tuviera varias divergencias con 
el otro patrocinador, Lotto decidió apoyar, de nuevo, al QuickStep y el equipo pasó a llamarse Omega Pharma-QuickStep a partir del 1 de enero de 2012. Dicha empresa ya había patrocinado al equipo bajo su marca Davitamon en los años 2003 y 2004.
Además del cambio de patrocinador el equipo reforzó significativamente su plantilla, contratando a ciclistas como Tony Martin, Levi Leipheimer, y los hermanos Peter y Martin Velits. Los nuevos aires dieron resultado y el equipo fue uno de los más triunfadores de la temporada 2012, con 50 victorias, incluidas la contrarreloj por equipos y la contrarreloj individual del campeonato del mundo de Valkenburg por parte de Tony Martin. Además se sumó la recuperación de nivel de Tom Boonen, quién logró 13 victorias y logró dominar en las clásicas llevándose el triunfo en la París-Roubaix, el Tour de Flandes, la Gante-Wevelgem y la E3 Prijs Vlaanderen-Harelbeke. A finales de 2012, Levi Leipheimer fue despedido tras la salida a la luz del caso US Postal-Armstrong, perdiendo un corredor clave para las clasificaciones generales de vueltas por etapas.

### 2013: Llegada de Cavendish
Para 2013 se fichó a Mark Cavendish y se mantuvo en la senda victoriosa de 2012. El equipo acumuló 55 triunfos, casi 20 por parte del británico, entre ellos 5 etapas del Giro de Italia y 2 del Tour de Francia. Además se revalidaron los títulos mundiales contrarreloj, tanto por equipos como en individual.

### 2014: París-Roubaix con Terpstra y maillot arcoíris para Kwiatkowski
En 2014 unió a sus filas al colombiano Rigoberto Urán, corredor con el cual se pretendía mejorar en las clasificaciones generales de las grandes vueltas; y de hecho fue así ya que logró quedar segundo en el Giro de Italia, además de llevarse una etapa. Entre sus victorias destacadas en la temporada se encuentra la París-Roubaix ganada por el neerlandés Niki Terpstra, las tres etapas conseguidas en el Tour de Francia, dos de ellas por parte de Tony Martin y el Campeonato Mundial en Ruta con Michał Kwiatkowski al final de la temporada. El equipo lograría un total de 62 victorias durante toda la temporada.

## Corredor mejor clasificado en las Grandes Vueltas
| Año  | Giro de Italia             | Tour de Francia         | Vuelta a España                |
| ---- | -------------------------- | ----------------------- | ------------------------------ |
| 2003 | -                          | 16.º Richard Virenque   | 42.º Jurgen Van Goolen         |
| 2004 | -                          | 15.º Richard Virenque   | 49.º José Antonio Pecharromán  |
| 2005 | 38.º Paolo Bettini         | 41.º Michael Rogers     | 9.º Juan Miguel Mercado        |
| 2006 | 7.º Juanma Gárate          | 70.º Juanma Gárate      | 59.º José Antonio Garrido Lima |
| 2007 | 34.º Mauro Facci           | 20.º Juanma Gárate      | 10.º Carlos Barredo            |
| 2008 | 19.º Paolo Bettini         | 35.º Matteo Carrara     | 15.º Juanma Gárate             |
| 2009 | 10.º Kevin Seeldraeyers    | 18.º Sylvain Chavanel   | 20.º Kevin De Weert            |
| 2010 | 39.º Branislau Samoilau    | 16.º Kevin De Weert     | 41.º Carlos Barredo            |
| 2011 | 12.º Dario Cataldo         | 12.º Kevin De Weert     | 23.º Kevin Seeldraeyers        |
| 2012 | 12.º Dario Cataldo         | 27.º Peter Velits       | 24.º Serge Pauwels             |
| 2013 | 61.º Michał Gołaś          | 11.º Michał Kwiatkowski | 31.º Serge Pauwels             |
| 2014 | 2.º Rigoberto Urán         | 24.º Jan Bakelants      | 38.º Wout Poels                |
| 2015 | 14.º Rigoberto Urán        | 42.º Rigoberto Urán     | 13.º Gianluca Brambilla        |
| 2016 | 6.º Bob Jungels            | 9.º Daniel Martin       | 7.º David de la Cruz           |
| 2017 | 8.º Bob Jungels            | 6.º Daniel Martin       | 42.º Bob Jungels               |
| 2018 | 31.º Maximilian Schachmann | 11.º Bob Jungels        | 2.º Enric Mas                  |
| 2019 | 33.º Bob Jungels           | 5.º Julian Alaphilippe  | 11.º James Knox                |
| 2020 | 4.º João Almeida           | 36.º Julian Alaphilippe | 17.º Mattia Cattaneo           |
| 2021 | 6.º João Almeida           | 12.º Mattia Cattaneo    | 90.º Andrea Bagioli            |
| 2022 | 30.º Mauri Vansevenant     | 96.º Mattia Cattaneo    | 1.º Remco Evenepoel            |
| 2023 | 12.º Ilan Van Wilder       | 33.º Julian Alaphilippe | 12.º Remco Evenepoel           |
| 2024 | 8.º Jan Hirt               | 3.º Remco Evenepoel     | 8.º Mikel Landa                |
| 2025 | 19.º James Knox            | 32.º Ilan Van Wilder    | Bandera de ?                   |

## Equipo filial
Desde 2013, cuenta con un equipo filial de categoría continental, el AWT-GreenWay. Este se encuentra registrado en la República Checa e integran la plantilla 13 corredores sub-23.

## Equipación
En construcción.
| Quick Step (2017) | Quick Step (2018) | Deceuninck Quick Step (2019) | Soudal Quick Step (2023) |

## Material ciclista

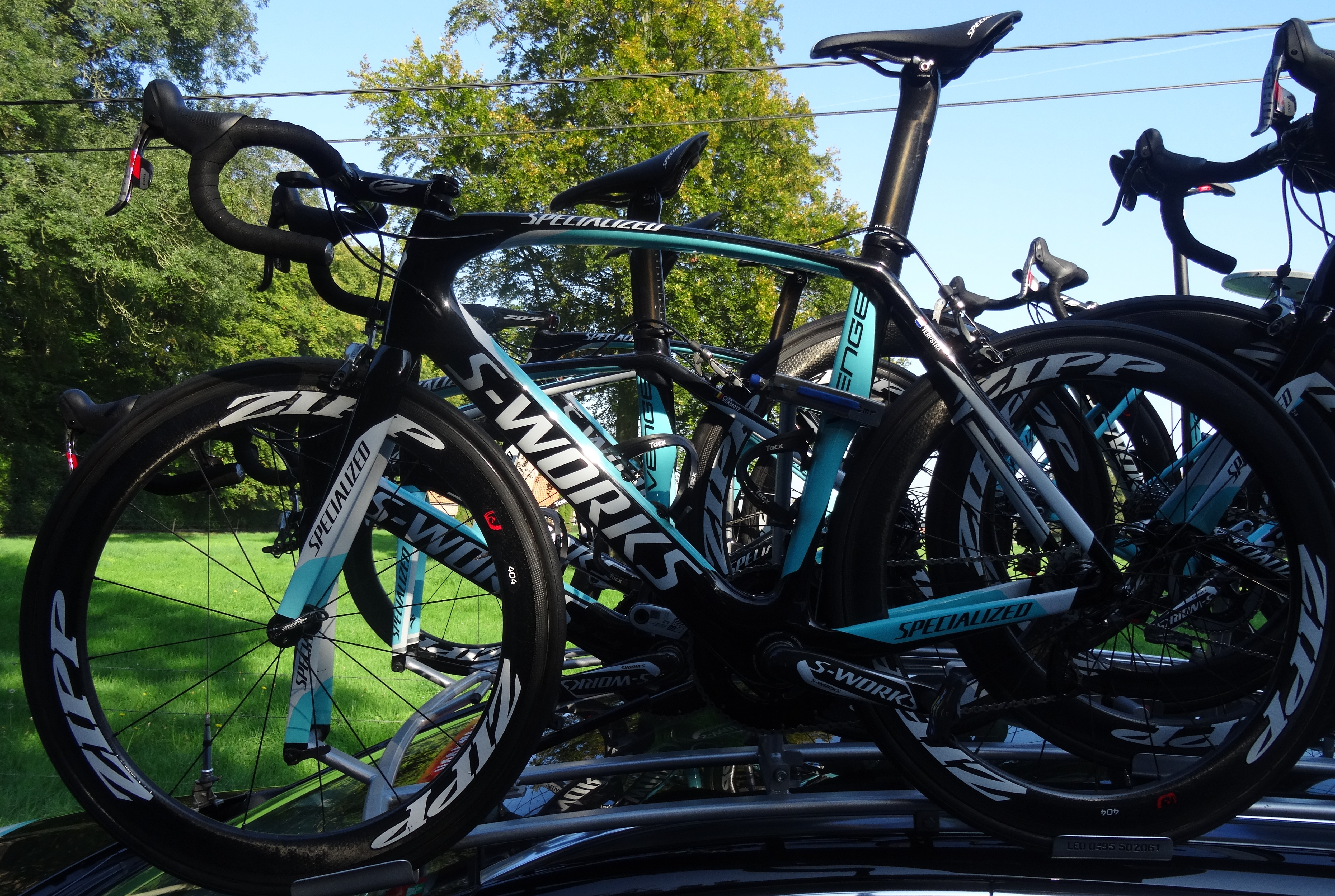
Bicicletas del equipo en el Tour de Eurométropole 2014.

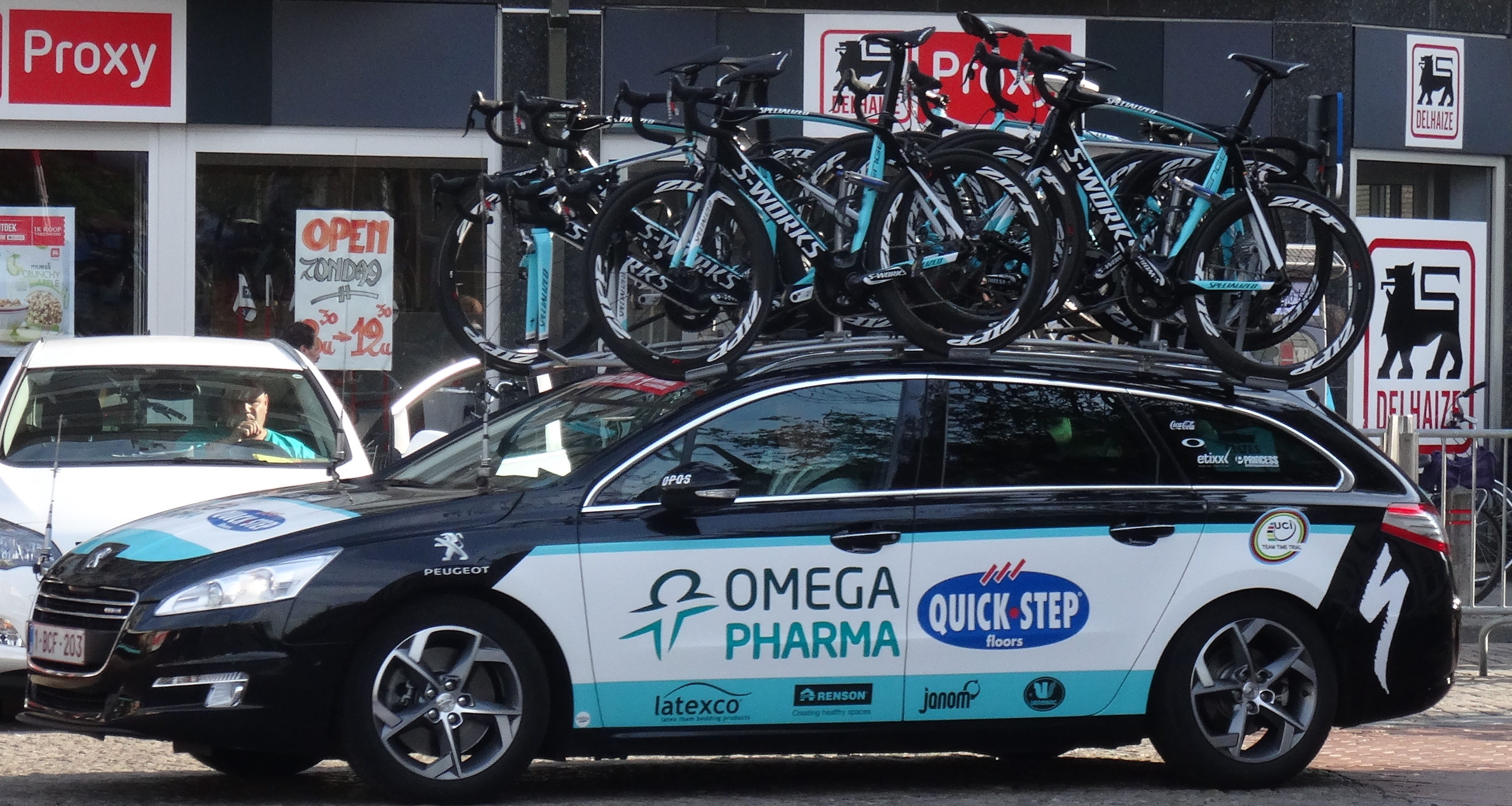
Vehículos que utiliza el equipo.

- Bicicletas:Specialized
- Componentes: Shimano
- Ruedas: Roval
- Equipación: Castelli
- Sillines: Specialized
- Cascos: Specialized
- Cuentakilómetros: Polar Electro
- Vehículos: Peugeot

## Clasificaciones UCI
A partir de 1999 y hasta 2004 la UCI estableció una clasificación por equipos divididos en tres categorías (primera, segunda y tercera). Durante 2003 y 2004 perteneció a la primera categoría y las clasificaciones que obtuvo y la de su ciclista más destacado fueron las siguientes:
| Año  | Categoría | Clasificación por equipos | Mejor corredor | Posición |
| 2003 | Primera   | 2.º                       | Paolo Bettini  | 1.º      |
| 2004 | Primera   | 7.º                       | Paolo Bettini  | 2.º      |

A partir de 2005 la UCI instauró el circuito profesional de máxima categoría, el UCI ProTour, donde el equipo está desde que se creó dicha categoría. Las clasificaciones del equipo y de su ciclista más destacado son las siguientes:
| Año  | Clasificación por equipos | Mejor corredor | Posición |
| 2005 | 12.º                      | Tom Boonen     | 2.º      |
| 2006 | 13.º                      | Tom Boonen     | 7.º      |
| 2007 | 5.º                       | Tom Boonen     | 20.º     |
| 2008 | 8.º                       | Stijn Devolder | 7.º      |

Tras discrepancias entre la UCI y los organizadores de las Grandes Vueltas, en 2009 se tuvo que refundar el UCI ProTour en una nueva estructura llamada UCI World Ranking, formada por carreras del UCI World Calendar; y a partir del año 2011 uniéndose en la denominación común del UCI WorldTour. El equipo siguió siendo de categoría UCI ProTour y las clasificaciones son las siguientes:
| Año  | Clasificación por equipos | Mejor corredor     | Posición |
| 2009 | 8.º                       | Allan Davis        | 11.º     |
| 2010 | 16.º                      | Tom Boonen         | 19.º     |
| 2011 | 16.º                      | Tom Boonen         | 30.º     |
| 2012 | 4.º                       | Tom Boonen         | 3.º      |
| 2013 | 7.º                       | Michał Kwiatkowski | 23.º     |
| 2014 | 4.º                       | Michał Kwiatkowski | 16.º     |
| 2015 | 4.º                       | Rigoberto Urán     | 13.º     |
| 2016 | 7.º                       | Daniel Martin      | 10.º     |
| 2017 | 2.º                       | Daniel Martin      | 8.º      |
| 2018 | 1.º                       | Elia Viviani       | 6.º      |
| 2019 | 1.º                       | Julian Alaphilippe | 2.º      |
| 2020 | 2.º                       | Julian Alaphilippe | 6.º      |
| 2021 | 1.º                       | Julian Alaphilippe | 4.º      |
| 2022 | 6.º                       | Remco Evenepoel    | 3.º      |
| 2023 | 3.º                       | Remco Evenepoel    | 3.º      |

## Palmarés
Para años anteriores, véase Palmarés del Soudal Quick-Step

### Palmarés 2025

#### UCI WorldTour
| Fechas        | Carreras                                   | Ganador                |
| 21 de febrero | 5.ª etapa del UAE Tour                     | Tim Merlier            |
| 22 de febrero | 6.ª etapa del UAE Tour                     | Tim Merlier            |
| 9 de marzo    | 1.ª etapa de la París-Niza                 | Tim Merlier            |
| 10 de marzo   | 2.ª etapa de la París-Niza                 | Tim Merlier            |
| 7 de abril    | 1.ª etapa de la Vuelta al País Vasco (CRI) | Maximilian Schachmann  |
| 4 de mayo     | 5.ª etapa del Tour de Romandía (CRI)       | Remco Evenepoel        |
| 11 de junio   | 4.ª etapa del Critérium del Dauphiné (CRI) | Remco Evenepoel        |
| 7 de julio    | 3.ª etapa del Tour de Francia              | Tim Merlier            |
| 9 de julio    | 5.ª etapa del Tour de Francia (CRI)        | Remco Evenepoel        |
| 13 de julio   | 9.ª etapa del Tour de Francia              | Tim Merlier            |
| 22 de julio   | 16.ª etapa del Tour de Francia             | Valentin Paret-Peintre |
| 7 de agosto   | 4.ª etapa del Tour de Polonia              | Paul Magnier           |
| 20 de agosto  | 1.ª etapa del Renewi Tour                  | Tim Merlier            |

#### UCI ProSeries
| Fechas        | Carreras                               | Ganador                |
| 9 de febrero  | 2.ª etapa del Tour de Omán             | Louis Vervaeke         |
| 12 de febrero | 5.ª etapa del Tour de Omán             | Valentin Paret-Peintre |
| 9 de abril    | Scheldeprijs                           | Tim Merlier            |
| 18 de abril   | Flecha Brabanzona                      | Remco Evenepoel        |
| 8 de junio    | Brussels Cycling Classic               | Tim Merlier            |
| 14 de junio   | Dwars door het Hageland                | Paul Magnier           |
| 18 de junio   | 1.ª etapa de la Vuelta a Bélgica       | Tim Merlier            |
| 20 de junio   | 3.ª etapa de la Vuelta a Bélgica (CRI) | Ethan Hayter           |
| 22 de junio   | 5.ª etapa de la Vuelta a Bélgica       | Tim Merlier            |

#### Circuitos Continentales UCI
| Fechas       | Circuito             | Carreras                                 | Ganador               |
| 28 de enero  | UCI Asia Tour 2025   | 1.ª etapa del AlUla Tour                 | Tim Merlier           |
| 30 de enero  | UCI Asia Tour 2025   | 3.ª etapa del AlUla Tour                 | Tim Merlier           |
| 5 de febrero | UCI Europe Tour 2025 | 1.ª etapa de la Estrella de Bessèges     | Paul Magnier          |
| 7 de junio   | UCI Europe Tour 2025 | Flecha de Heist                          | Paul Magnier          |
| 15 de junio  | UCI Europe Tour 2025 | Elfstedenronde                           | Paul Magnier          |
| 14 de agosto | UCI Europe Tour 2025 | 1.ª etapa del Tour de la República Checa | Luke Lamperti         |
| 15 de agosto | UCI Europe Tour 2025 | 2.ª etapa del Tour de la República Checa | William Junior Lecerf |
| 17 de agosto | UCI Europe Tour 2025 | Tour de la República Checa               | William Junior Lecerf |

#### Campeonatos nacionales
| Fechas      | Carreras                                      | Ganador               |
| 26 de junio | Campeonato del Reino Unido Contrarreloj (CRI) | Ethan Hayter          |
| 27 de junio | Campeonato de Bélgica Contrarreloj (CRI)      | Remco Evenepoel       |
| 27 de junio | Campeonato de Alemania Contrarreloj (CRI)     | Maximilian Schachmann |

## Plantilla
Para años anteriores, véase Plantillas del Soudal Quick-Step

### Plantilla 2025
| Corredor                | Nacimiento | Nacionalidad    | Equipo 2024                     |
| Ayco Bastiaens          | 03/06/1996 | Bélgica         | Soudal Quick-Step               |
| Mattia Cattaneo         | 25/10/1990 | Italia          | Soudal Quick-Step               |
| Josef Černý             | 11/05/1993 | República Checa | Soudal Quick-Step               |
| Pascal Eenkhoorn        | 08/02/1997 | Países Bajos    | Lotto Dstny                     |
| Remco Evenepoel         | 25/01/2000 | Bélgica         | Soudal Quick-Step               |
| Gianmarco Garofoli      | 06/10/2002 | Italia          | Astana Qazaqstan Team           |
| Gil Gelders             | 16/12/2002 | Bélgica         | Soudal Quick-Step               |
| Ethan Hayter            | 18/09/1998 | Reino Unido     | INEOS Grenadiers                |
| Antoine Huby            | 19/01/2001 | Francia         | Soudal Quick-Step               |
| James Knox              | 04/11/1995 | Reino Unido     | Soudal Quick-Step               |
| Yves Lampaert           | 10/04/1991 | Bélgica         | Soudal Quick-Step               |
| Luke Lamperti           | 31/12/2002 | Reino Unido     | Soudal Quick-Step               |
| Mikel Landa             | 13/12/1989 | España          | Soudal Quick-Step               |
| William Junior Lecerf   | 15/10/2002 | Bélgica         | Soudal Quick-Step               |
| Paul Magnier            | 14/04/2004 | Francia         | Soudal Quick-Step               |
| Tim Merlier             | 30/10/1992 | Bélgica         | Soudal Quick-Step               |
| Valentin Paret-Peintre  | 14/01/2001 | Francia         | Decathlon AG2R La Mondiale Team |
| Casper Pedersen         | 15/03/1996 | Dinamarca       | Soudal Quick-Step               |
| Andrea Raccagni Noviero | 26/01/2004 | Italia          | Soudal Quick-Step Devo Team     |
| Pepijn Reinderink       | 04/05/2002 | Países Bajos    | Soudal Quick-Step               |
| Maximilian Schachmann   | 09/01/1994 | Alemania        | Red Bull-BORA-hansgrohe         |
| Pieter Serry            | 21/11/1988 | Bélgica         | Soudal Quick-Step               |
| Martin Svrček           | 17/02/2003 | Eslovaquia      | Soudal Quick-Step               |
| Dries Van Gestel        | 30/09/1994 | Bélgica         | Team TotalEnergies              |
| Bert Van Lerberghe      | 29/09/1992 | Bélgica         | Soudal Quick-Step               |
| Ilan Van Wilder         | 14/05/2000 | Bélgica         | Soudal Quick-Step               |
| Warre Vangheluwe        | 23/07/2001 | Bélgica         | Soudal Quick-Step               |
| Mauri Vansevenant       | 01/06/1999 | Bélgica         | Soudal Quick-Step               |
| Louis Vervaeke          | 06/10/1993 | Bélgica         | Soudal Quick-Step               |
| Jordi Warlop            | 04/06/1996 | Bélgica         | Soudal Quick-Step               |